# Anarquisme social
L'anarquisme social (de vegades referit com l'anarquisme socialista) és generalment considerada com una branca de l'anarquisme que veu la llibertat individual com a dependent de l'ajuda mútua. L'anarquisme social generalment posa l'accent en la comunitat i la igualtat social.
Els socialistes llibertaris creuen en la conversió de l'actual propietat privada en béns comuns, mantenint el respecte a la propietat personal. L'anarquisme social s'utilitza per descriure específicament tendències dins de l'anarquisme que posen un èmfasi en els aspectes comunitaris i de cooperació de la teoria i la pràctica anarquista. L'anarquisme social generalment es considera un terme genèric que inclou (però no es limita a) l'anarquisme col·lectivista, el comunisme anarquista, anarcosindicalisme i l'ecologia social.
L'anarquisme social s'utilitza sovint com un terme intercanviable amb el socialisme llibertari, libertarisme d'esquerres, o l'anarquisme d'esquerres. El terme va sorgir a la fi del segle xix com una distinció de l'anarquisme individualista.